# Облога прибульців
«Облога прибульців» (англ. Alien Siege) — американський фантастичний телефільм 2005 р. виробництва каналу Syfy Universal про іншопланетну расу, яка прибула на Землю у пошуках ліків проти смертельного вірусу, протиотрутою якому слугує людська кров.

## Сюжет
Землю відвідують космічні кораблі інопланетного виду під назвою кулку. Прибульці перевершують землян технологічно та майже ідентичні біологічно, проте заражені смертельним лише для них вірусом, ліки від якого виготовляються з людської крові. Тому вони вимагають, щоб земні уряди передали їм 8 млн осіб, за що обіцяють не вбивати решту. Поки інші країни збирають для цього в'язнів, США проводять лотерею. Однією з обраних людей виявляється Гізер, дочка доктора Стівена Чейза. Її присипляють транквілізатором і забирають для передачі прибульцям.
Представник кулку на ім'я Кор дізнається, що 50 років тому на Землі розбився їхній корабель і люди володіють технологіями кулку. Кору доручають дізнатися чи становить це небезпеку. Він знаходить склад незначних деталей у лабораторії Чейза, які наказує знищити. Потім він вимагає від генерала Скайлера, щоб той з'ясував чи захопили земляни зброю.
Стівен приходить у пункт збору жертв, де просить, щоб інопланетяни забрали його замість дочки. Та інопланетяни виявляють у Гізер аномальні властивості, на підставі чого відмовляють у обміні. Пізніше до пункту вриваються повстанці, звільняють жертв і забирають інопланетну зброю. Але Гізер уже відправлена в дослідний центр. Стівен обіцяє допомогти повстанцям у обмін на порятунок дочки.
Прибульці виявляють, що навіть невелика кількість крові Гізер може вилікувати всіх кулку. Їхній лікар негайно лікує себе. Посол Кулку, Джал, планує якнайшвидше доставити Гізер на свою рідну планету крізь міжпросторовий тунель, яким відправляються ліки. Проблема в тому, що пересилати ним можна тільки неживу матерію. Повстанці визволяють Гізер і возз'єднують її з батьком. Кулку, за наведенням Скайлера, виявляють сховок повстанців і заарештовують їх. Кер знаходить шукану зброю та ламає її. Гізер погоджується здатися прибульцям у обмін на життя повстанців.
Кер заявляє Джалу, що потреби в зборі людей більше немає. Проте, Джал вимагає завершити захоплення 8 млн землян, не зважаючи на лотерею, аби вчасно виконати квоту. Скайлер, перевозячи повстанців, опиняється під обстрілом кулку. Він вирішує допомогти Стівену, який пропонує встановити інопланетну зброю на телескоп, щоб використати для наведення на бойовий супутник кулку «Раг» — головну зброю інопланетян. Але зрадник відкриває їхні плани Кору, що спрямовує ударну групу до телескопа. У той час Стівен пробирається в корабель Кора та примушує його летіти на головний корабель, щоби врятувати Гізер.
По прибуттю обоє виявляють, що Джал убив інших кулку на борту і планує повернутися на батьківщину разом із Гізер як рятівник своєї цивілізації. Джал пояснює, що збирається підірвати Землю за допомогою «Рага», щоб отримати вдосталь енергії для переміщення себе й Гізер на рідну планету. Він смертельно ранить Кора і бореться з Чейзом після того, як той звільнив Гізер. Коли Гізер відволікає Джала, Стівен перемагає і вбиває Джала. Помираючи, Кор намагається активувати «Раг», щоб відправити корабель на рідну планету.
Битва в обсерваторії закінчується тим, що виживають двоє кулку та одна учасниця повстанців, Блер. Генерал Скайлер і його солдати встигають з'явитися на допомогу і добити прибульців. Блер запускає зброю, що останньої миті знищує «Раг». Гізер добиває Кора. Стівену вдається спрямувати корабель Кора до обсерваторії, де він і Гізер зустрічаються з Блер і генералом Скайлером.
У випуску новин наприкінці повідомляється, що внаслідок вторгнення кулку загинули майже 8 млн людей. Земля відновлюється після атак прибульців. Репортер риторично запитує чи доведеться ще колись піти на подібні жертви.

## Ролі
- Бред Джонсон — доктор Стівен Чейз
- Карл Везерс — генерал Скайлер
- Ерін Росс — Гізер Чейз
- Лілас Лейн — Блер
- Натан Андерсон — Кор
- Майкл Корі Девіс — Алекс
- Грегор Паславські — Джал
- Рей Бейкер — президент
- Володимир Ніколов — Леон
- Іван Іванов — доктор Бейкер
- Жарков Бінев — Фостер

## Критика
У рецензії на сайті DVD Verdict сказано, що «Облога прибульців» непоганий фільм і з цікавими ідеями, але з коливаннями інтересу до нього під час перегляду. Це один з найкращих фільмів Syfy Universal, але не більше". У рецензії на Geeks of Doom говориться, що це «безсоромно урізані „V: Остання битва“ і „День незалежності“, та це тільки початок; але як зроблений для телебачення, фільм Роберта Стадда є ретельно зробленим приємним шматком науково-фантастичного пирога». У рецензії на DVD Pub говориться, що "… Так що є деякі хороші ідеї в «Облозі прибульців», які здатні зачепити глядача, але через якийсь час фільм просто перетворюється в різновид «врятувати-мою-дочку-і-врятувати-світ».
Оцінка фільму на IMDb — 3,6/10.